# Kepler-14b
Kepler-14b es un planeta extrasolar orbitando la estrella binaria Kepler-14 en la constelación de Lyra. Tiene una masa poco mayor que 8 masas jovianas y un radio ligeramente superior al de Júpiter, lo que indica que el planeta posee una considerable densidad respecto a éste.